# Éva Tófalvi
Éva Tófalvi (Miercurea Ciuc, 4 dicembre 1978) è un'ex biatleta rumena, tre volte portabandiera della Romania ai Giochi olimpici invernali.

## Biografia

### Stagioni 1997-2008
Éva Tófalvi, appartenente alla minoranza etnica di lingua ungherese dei Siculi di Transilvania, in Coppa del Mondo ha ottenuto il primo risultato di rilievo il 9 gennaio 1997 a Ruhpolding in individuale (75ª), ha esordito ai Giochi olimpici invernali a Nagano 1998, dove si è classificata 11ª nell'individuale e 31ª nella sprint, e ai Campionati mondiali a Kontiolahti/Oslo 1999, dove si è piazzata 12ª nell'individuale; ai Mondiali di Oslo/Lahti 2000 è stata 37ª nell'individuale, 39ª nella sprint e 18ª nell'inseguimento e a quelli di Pokljuka 2001 6ª nell'individuale, 35ª nella sprint, 26ª nell'inseguimento e 10ª nella partenza in linea.
Ai XIX Giochi olimpici invernali di Salt Lake City 2002, dopo esser stata portabandiera della Romania durante la cerimonia di apertura, si è classificata 52ª nell'individuale e 61ª nella sprint, ai Mondiali di Chanty-Mansijsk 2003 28ª nell'individuale, 60ª nella sprint e 43ª nell'inseguimento, a quelli di Oberhof 2004 63ª nell'individuale, 37ª nella sprint e 23ª nell'inseguimento e a quelli di Hochfilzen/Chanty-Mansijsk 2005 62ª nell'individuale, 30ª nella sprint, 16ª nell'inseguimento e 14ª nella staffetta. Ai XX Giochi olimpici invernali di Torino 2006 è stata 19ª nell'individuale, 70ª nella sprint e 14ª nella staffetta; ai Mondiali di Anterselva 2007 si è classificata 74ª nell'individuale, 32ª nella sprint, 39ª nell'inseguimento e 11ª nella staffetta e a quelli di Östersund 2008 43ª nell'individuale, 39ª nella sprint, 18ª nell'inseguimento e 11ª nella staffetta.

### Stagioni 2009-2018
La stagione 2008-2009 è stata la migliore della Tófalvi in Coppa del Mondo: ha conquistato la sua unica vittoria, nonché unico podio, il 18 dicembre a Hochfilzen in individuale (prima vittoria di un atleta rumeno nel massimo circuito) e ha chiuso all'11º posto in classifica generale e al 2º in quella di individuale. Ai Mondiali di Pyeongchang 2009 si è piazzata 7ª nell'individuale, 20ª nella sprint, 21ª nell'inseguimento, 14ª nella partenza in linea e 8ª nella staffetta. Ai XXI Giochi olimpici invernali di Vancouver 2010, dopo esser stata nuovamente portabandiera della Romania durante la cerimonia di apertura, è stata 11ª nell'individuale, 13ª nella sprint, 18ª nell'inseguimento, 23ª nella partenza in linea e 9ª nella staffetta; ai Mondiali di Chanty-Mansijsk 2011 si è classificata 30ª nell'individuale, 14ª nella sprint, 27ª nell'inseguimento, 19ª nella partenza in linea e 21ª nella staffetta mista, a quelli di Ruhpolding 2012 69ª nell'individuale, 83ª nella sprint, 20ª nella staffetta e 19ª nella staffetta mista e a quelli di Nové Město na Moravě 2013 43ª nell'individuale, 31ª nella sprint e 34ª nell'inseguimento.

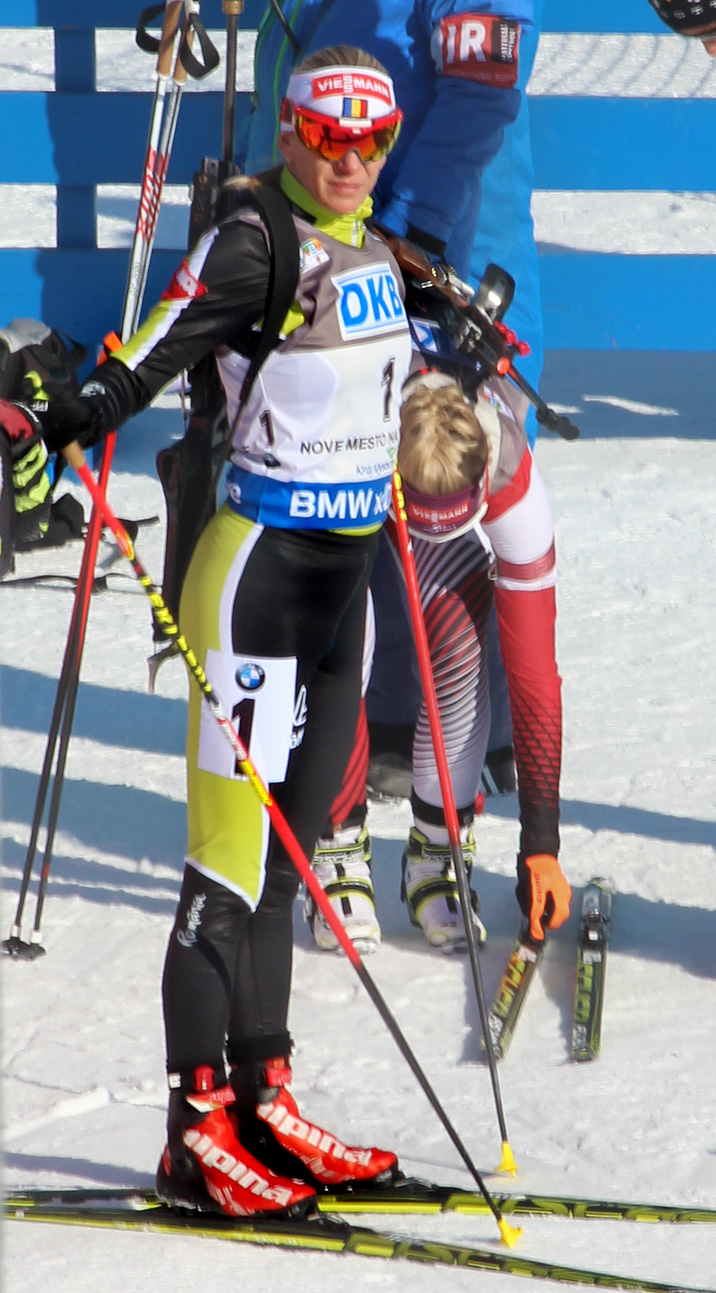
Éva Tófalvi in gara a Nové Město na Moravě nel 2015

Ai XXII Giochi olimpici invernali di Soči 2014, dopo esser stata per la terza volta portabandiera della Romania durante la cerimonia di apertura, si è piazzata 20ª nell'individuale, 22ª nella sprint, 25ª nell'inseguimento e 20ª nella partenza in linea; ai Mondiali di Kontiolahti 2015 è stata 73ª nell'individuale, 70ª nella sprint e 14ª nella staffetta, a quelli di Oslo 2016 57ª nella sprint e 56ª nell'inseguimento e a quelli di Hochfilzen 2017, sua ultima presenza iridata, 80ª nell'individuale, 76ª nella sprint e 20ª nella staffetta mista. Ha preso per l'ultima volta il via in Coppa del Mondo il 20 gennaio 2018 ad Anterselva in inseguimento (54ª) e ha chiuso la sua carriera agonistica ai successivi XXIII Giochi olimpici invernali di Pyeongchang 2018, dove si è classificata 84ª nell'individuale e 81ª nella sprint.

## Palmarès

### Coppa del Mondo
- Miglior piazzamento in classifica generale: 11ª nel 2009
- 1 podio (individuale[2]):
  - 1 vittoria

#### Coppa del Mondo - vittorie
| Data             | Località   | Nazione | Specialità |
| ---------------- | ---------- | ------- | ---------- |
| 18 dicembre 2008 | Hochfilzen | Austria | IN         |

Legenda:

IN = individuale